# Сан Ђорђо ин Брента (Падова)
Сан Ђорђо ин Брента је насеље у Италији у округу Падова, региону Венето.
Према процени из 2011. у насељу је живело 638 становника. Насеље се налази на надморској висини од 34 м.